# アレクサンドラ・ロッシェル
アレクサンドラ・ロッシェル（Alexandra Rochelle、女性、1983年12月14日 - ）は、フランスの元バレーボール選手。ポジションはリベロ。元フランス代表。

## 来歴
ヴァンヌ出身。2000年、Reims Métropole Volleyに入団しバレーボール選手としてのキャリアをスタートさせる。2003年、Albi Volley-Ball - USSPAに移籍。6シーズンプレーした。2005年にフランス代表に初選出される。欧州選手権などの国際大会でリベロとして活躍した。2011年よりBéziers Volleyでプレーしている。2013/14シーズンはフランスリーグのベストリベロに選ばれた。

## 球歴
- 欧州選手権 - 2007年、2009年、2013年
- ワールドグランプリ - 2017年

## 所属クラブ
- Reims Métropole Volley（2000-2003年）
- Albi Volley-Ball - USSPA（2003-2009年）
- Evreux Volley-Ball（2010-2011年）
- Béziers Volley（2011-2018年、2019-2022年）